# Campionatul European de Handbal Masculin din 2004
Campionatul European de handbal masculin 2004 a fost a 6-a ediție organizată de IHF  și a avut loc în perioada 22 Ianuarie - 1 februarie 2004 în orașele  Ljubljana, Celje, Velenje și Koper din Slovenia. Germania a câștigat turneul, Slovenia locul al doilea și Danemarca locul al treilea.

## Locații
| Locația   | Oraș      | Arena          | Capacity | Runda                                                      |
| --------- | --------- | -------------- | -------- | ---------------------------------------------------------- |
| Ljubljana | Ljubljana | Tivoli Hall    | 5,600    | Grupa preliminară și grupa principală și etapele knock-out |
| Koper     | Koper     | Arena Bonifika | 5,000    | Grupa preliminară                                          |
| Velenje   | Velenje   | Red Hall       | 5,600    | Grupa preliminară                                          |
| Celje     | Celje     | Zlatorog Arena | 5,500    | Grupa preliminară și grupa principală                      |

## Grupa preliminară

### Grupa A
Primele trei echipe din fiecare grupă se califică în runda principală.
Locția: Red Hall, Velenje
| Echipa  | M | V | E | Î | GD | GP | GDif | Pts |
| ------- | - | - | - | - | -- | -- | ---- | --- |
| Rusia   | 3 | 3 | 0 | 0 | 87 | 74 | 13   | 6   |
| Suedia  | 3 | 2 | 0 | 1 | 93 | 79 | 14   | 4   |
| Elveția | 3 | 1 | 0 | 2 | 69 | 85 | -16  | 2   |
| Ucraina | 3 | 0 | 0 | 3 | 74 | 85 | -11  | 0   |

| Rusia | 28 – 20 | Elveția |
| ----- | ------- | ------- |
|       | Raport  |         |

| Suedia | 31 – 25 | Ucraina |
| ------ | ------- | ------- |
|        | Raport  |         |

| Elveția | 24 – 35 | Suedia |
| ------- | ------- | ------ |
|         | Raport  |        |

| Ucraina | 27 – 29 | Rusia |
| ------- | ------- | ----- |
|         | Raport  |       |

| Ucraina | 22 – 25 | Elveția |
| ------- | ------- | ------- |
|         | Raport  |         |

| Suedia | 27 – 30 | Rusia |
| ------ | ------- | ----- |
|        | Raport  |       |

### Grupa B
Locția: Tivoli Hall, Ljubljana
| Echipa     | M | V | E | Î | GD | GP  | GDif | Pts |
| ---------- | - | - | - | - | -- | --- | ---- | --- |
| Croația    | 3 | 2 | 1 | 0 | 88 | 86  | 2    | 5   |
| Danemarca  | 3 | 2 | 0 | 1 | 85 | 78  | 7    | 4   |
| Spania     | 3 | 1 | 0 | 2 | 82 | 81  | 1    | 2   |
| Portugalia | 3 | 0 | 1 | 2 | 91 | 101 | -10  | 1   |

| Spania | 29 – 30 | Croația |
| ------ | ------- | ------- |
|        | Raport  |         |

| Danemarca | 36 – 32 | Portugalia |
| --------- | ------- | ---------- |
|           | Raport  |            |

| Portugalia | 27 – 33 | Spania |
| ---------- | ------- | ------ |
|            | Raport  |        |

| Croația | 26 – 25 | Danemarca |
| ------- | ------- | --------- |
|         | Raport  |           |

| Portugalia | 32 – 32 | Croația |
| ---------- | ------- | ------- |
|            | Raport  |         |

| Danemarca | 24 – 20 | Spania |
| --------- | ------- | ------ |
|           | Raport  |        |

### Grupa C
Locția: Zlatorog Arena, Celje
| Echipa   | M | V | E | Î | GD  | GP | GDif | Pts |
| -------- | - | - | - | - | --- | -- | ---- | --- |
| Slovenia | 3 | 2 | 1 | 0 | 100 | 90 | 10   | 5   |
| Ungaria  | 3 | 2 | 1 | 0 | 91  | 83 | 8    | 5   |
| Cehia    | 3 | 0 | 1 | 2 | 88  | 97 | -9   | 1   |
| Islanda  | 3 | 0 | 1 | 2 | 87  | 96 | -9   | 1   |

| Cehia | 25 – 30 | Ungaria |
| ----- | ------- | ------- |
|       | Raport  |         |

| Islanda | 28 – 34 | Slovenia |
| ------- | ------- | -------- |
|         | Raport  |          |

| Ungaria | 32 – 29 | Islanda |
| ------- | ------- | ------- |
|         | Raport  |         |

| Slovenia | 37 – 33 | Cehia |
| -------- | ------- | ----- |
|          | Raport  |       |

| Islanda | 30 – 30 | Cehia |
| ------- | ------- | ----- |
|         | Raport  |       |

| Slovenia | 29 – 29 | Ungaria |
| -------- | ------- | ------- |
|          | Raport  |         |

### Grupa D
Locția: Bonifika Hall, Koper
| Echipa               | M | V | E | Î | GD | GP  | GDif | Pts |
| -------------------- | - | - | - | - | -- | --- | ---- | --- |
| Franța               | 3 | 2 | 1 | 0 | 81 | 74  | 7    | 5   |
| Serbia și Muntenegru | 3 | 2 | 0 | 1 | 86 | 78  | 8    | 4   |
| Germania             | 3 | 1 | 1 | 1 | 96 | 89  | 7    | 3   |
| Polonia              | 3 | 0 | 0 | 3 | 86 | 108 | -22  | 0   |

| Franța | 29 – 25 | Polonia |
| ------ | ------- | ------- |
|        | Raport  |         |

| Germania | 26 – 28 | Serbia și Muntenegru |
| -------- | ------- | -------------------- |
|          | Raport  |                      |

| Serbia și Muntenegru | 20 – 23 | Franța |
| -------------------- | ------- | ------ |
|                      | Raport  |        |

| Polonia | 32 – 42 | Germania |
| ------- | ------- | -------- |
|         | Raport  |          |

| Germania | 29 – 29 | Franța |
| -------- | ------- | ------ |
|          | Raport  |        |

| Serbia și Muntenegru | 38 – 29 | Polonia |
| -------------------- | ------- | ------- |
|                      | Raport  |         |

## Grupa Principală

### Grupa I
Locația: Zlatorog Arena, Celje
| Echipa    | M | V | E | Î | GD  | GP  | GDif | Pts |
| --------- | - | - | - | - | --- | --- | ---- | --- |
| Croația   | 5 | 4 | 1 | 0 | 138 | 131 | 7    | 9   |
| Danemarca | 5 | 4 | 0 | 1 | 153 | 125 | 28   | 8   |
| Rusia     | 5 | 3 | 1 | 1 | 149 | 137 | 12   | 7   |
| Suedia    | 5 | 2 | 0 | 3 | 145 | 144 | 1    | 4   |
| Spania    | 5 | 1 | 0 | 4 | 133 | 143 | -10  | 2   |
| Elveția   | 5 | 0 | 0 | 5 | 115 | 153 | -38  | 0   |

| Elveția | 24 – 26 | Spania |
| ------- | ------- | ------ |
|         | Raport  |        |

| Suedia | 26 – 28 | Croația |
| ------ | ------- | ------- |
|        | Raport  |         |

| Rusia | 31 – 36 | Danemarca |
| ----- | ------- | --------- |
|       | Raport  |           |

| Rusia | 36 – 30 | Spania |
| ----- | ------- | ------ |
|       | Raport  |        |

| Elveția | 27 – 30 | Croația |
| ------- | ------- | ------- |
|         | Raport  |         |

| Suedia | 28 – 34 | Danemarca |
| ------ | ------- | --------- |
|        | Raport  |           |

| Elveția | 20 – 34 | Danemarca |
| ------- | ------- | --------- |
|         | Raport  |           |

| Suedia | 29 – 28 | Spania |
| ------ | ------- | ------ |
|        | Raport  |        |

| Rusia | 24 – 24 | Croația |
| ----- | ------- | ------- |
|       | Raport  |         |

### Grupa II
Locația: Tivoli Hall, Ljubljana
| Echipa               | M | V | E | Î | GD  | GP  | GDif | Pts |
| -------------------- | - | - | - | - | --- | --- | ---- | --- |
| Germania             | 5 | 3 | 1 | 1 | 151 | 131 | 20   | 7   |
| Slovenia             | 5 | 3 | 1 | 1 | 144 | 135 | 9    | 7   |
| Franța               | 5 | 2 | 1 | 2 | 134 | 129 | 5    | 5   |
| Serbia și Muntenegru | 5 | 2 | 1 | 2 | 134 | 135 | -1   | 5   |
| Ungaria              | 5 | 1 | 2 | 2 | 132 | 140 | -8   | 4   |
| Cehia                | 5 | 1 | 0 | 4 | 147 | 172 | -25  | 2   |

| Ungaria | 21 – 29 | Franța |
| ------- | ------- | ------ |
|         | Raport  |        |

| Cehia | 27 – 37 | Germania |
| ----- | ------- | -------- |
|       | Raport  |          |

| Slovenia | 27 – 20 | Serbia și Muntenegru |
| -------- | ------- | -------------------- |
|          | Raport  |                      |

| Cehia | 32 – 31 | Franța |
| ----- | ------- | ------ |
|       | Raport  |        |

| Ungaria | 29 – 29 | Serbia și Muntenegru |
| ------- | ------- | -------------------- |
|         | Raport  |                      |

| Slovenia | 24 – 31 | Germania |
| -------- | ------- | -------- |
|          | Raport  |          |

| Cehia | 30 – 37 | Serbia și Muntenegru |
| ----- | ------- | -------------------- |
|       | Raport  |                      |

| Ungaria | 23 – 28 | Germania |
| ------- | ------- | -------- |
|         | Raport  |          |

| Slovenia | 27 – 22 | Franța |
| -------- | ------- | ------ |
|          | Raport  |        |

## Runda Finală
|  | Semifinala                | Semifinala                |    |                           | Finala                    | Finala |  |
|  |                           |                           |    |                           |                           |        |  |
|  | 31 Ianuarie – (Ljubljana) |                           |    |                           |                           |        |  |
|  | Slovenia                  | 27                        |    |                           |                           |        |  |
|  | Croația                   | 25                        |    |                           |                           |        |  |
|  |                           |                           |    |                           |                           |        |  |
|  |                           |                           |    |                           | 1 Februaire – (Ljubljana) |        |  |
|  |                           |                           |    |                           | Germania                  | 30     |  |
|  |                           | Slovenia                  | 25 |                           |                           |        |  |
|  |                           |                           |    |                           |                           |        |  |
|  |                           |                           |    |                           |                           |        |  |
|  |                           |                           |    |                           | Finala Mică               |        |  |
|  | 31 Ianuarie – (Ljubljana) | 31 Ianuarie – (Ljubljana) |    | 1 Februaire – (Ljubljana) | 1 Februaire – (Ljubljana) |        |  |
|  | Germania                  | 22                        |    | Croația                   | 27                        |        |  |
|  | Danemarca                 | 20                        |    |                           | Danemarca                 | 31     |  |

| Campionatul European de Handbal Masculin 2004 Germania Primul Titlu |

### Semifinala
| Croația | 25 – 27 | Slovenia |
| ------- | ------- | -------- |
|         | Raport  |          |

| Danemarca | 20 – 22 | Germania |
| --------- | ------- | -------- |
|           | Raport  |          |

### Locurile 7 - 8
| Suedia | 35 – 34 | Serbia și Muntenegru |
| ------ | ------- | -------------------- |
|        | Raport  |                      |

### Locurile 5 - 6
| Rusia | 28 – 26 | Franța |
| ----- | ------- | ------ |
|       | Raport  |        |

### Finala Mică
| Croația | 27 – 31 | Danemarca |
| ------- | ------- | --------- |
|         | Raport  |           |

### Final
| Slovenia | 25 – 30 | Germania |
| -------- | ------- | -------- |
|          | Raport  |          |

## Clasament și Statistici

### Clasament Final
| \| \| Germania \| \| \| Slovenia \| \| \| Danemarca \| \| 4 \| Croația \| \| 5 \| Rusia \| \| 6 \| Franța \| \| 7 \| Suedia \| \| 8 \| Serbia și Muntenegru \| \| 9 \| Ungaria \| \| 10 \| Spania \| \| 11 \| Cehia \| \| 12 \| Elveția \| \| 13 \| Islanda \| \| 14 \| Portugalia \| \| 15 \| Ucraina \| \| 16 \| Polonia \| | - Goalkeeper: Henning Fritz - Left wing: Eduard Kokcharov - Left back: Nikola Karabatic - Playmaker: Ivano Balić - Right back: Volker Zerbe - Right wing: Vid Kavticnik - Line player/pivot: Michael Knudsen |
| | Germania |
| | Slovenia |
| | Danemarca |
| 4 | Croația |
| 5 | Rusia |
| 6 | Franța |
| 7 | Suedia |
| 8 | Serbia și Muntenegru |
| 9 | Ungaria |
| 10 | Spania |
| 11 | Cehia |
| 12 | Elveția |
| 13 | Islanda |
| 14 | Portugalia |
| 15 | Ucraina |
| 16 | Polonia |